# Dražen Biškup
Dražen Biškup (ur. 28 grudnia 1965 w Zagrzebiu) – chorwacki piłkarz występujący na pozycji obrońcy. Trener piłkarski.

## Kariera klubowa
Biškup karierę rozpoczynał w sezonie 1984/1985 w Dinamie Zagrzeb, grającym w pierwszej lidze jugosłowiańskiej. Spędził tam dwa sezony, a potem odszedł do trzecioligowego NK Zagreb. W 1988 roku wrócił do Dinama, a w sezonie 1989/1990 wywalczył z nim wicemistrzostwo Jugosławii. W 1990 roku ponownie przeszedł do NK Zagreb, grającego już w drugiej lidze. Od sezonu 1992 występował z zespołem w nowo powstałej pierwszej lidze chorwackiej. W sezonach 1992 oraz 1993/1994 wywalczył z nim wicemistrzostwo Chorwacji.
W 1994 roku Biškup przeszedł do austriackiej Admiry Wacker. W Bundeslidze zadebiutował 3 sierpnia 1994 w zremisowanym 2:2 meczu z Rapidem Wiedeń. W Admirze spędził sezon 1994/1995, a potem wrócił do NK Zagreb. W 2000 roku zakończył tam karierę.

## Kariera reprezentacyjna
W reprezentacji Chorwacji Biškup zadebiutował 19 czerwca 1991 w wygranym 1:0 towarzyskim meczu ze Słowenią. W latach 1991–1992 w drużynie narodowej rozegrał 5 spotkań.